# Друази (Эна)
Друази́ (фр. Droizy) — коммуна во Франции, находится в регионе Пикардия. Департамент коммуны — Эна. Входит в состав кантона Виллер-Котре. Округ коммуны — Суасон.
Код INSEE коммуны — 02272.

## Население
Население коммуны на 2010 год составляло 75 человек.
| 1962 | 1968 | 1975 | 1982 | 1990 | 1999 | 2010 |
| ---- | ---- | ---- | ---- | ---- | ---- | ---- |
| 104  | 85   | 87   | 66   | 66   | 79   | 75   |

## Экономика
В 2010 году среди 53 человек трудоспособного возраста (15—64 лет) 39 были экономически активными, 14 — неактивными (показатель активности — 73,6 %, в 1999 году было 78,6 %). Из 39 активных жителей работали 35 человек (22 мужчины и 13 женщин), безработных было 4 (1 мужчина и 3 женщины). Среди 14 неактивных 6 человек были учениками или студентами, 3 — пенсионерами, 5 были неактивными по другим причинам.